# El Pego
El Pego è un comune spagnolo di 444 abitanti situato nella comunità autonoma di Castiglia e León.